# Щукинська (станція метро)
«Щукинська» (рос. Щукинская) — станція Тагансько-Краснопресненської лінії Московського метрополітену. Розташована між станціями «Спартак» і «Тушинська», на північному заході Москви.
Станція відкрита в 1975 у складі черги «Октябрське поле» — «Планерна». Назва — по району Щукино, в якому станція розташована.

## Вестибюлі й пересадки
Станція має два виходи у місто:
- Південний вихід має три ескалатори типу ЛТ-5. Є турнікети і на вхід, і на вихід.
- Північний вихід має лише сходи. Є турнікети і на вхід, і на вихід.

Наземні вестибюлі відсутні. Вихід по підземних переходах на вулиці Маршала Василевського, Академіка Бочвара, Щукинську, Новощукинську. В оздобленні стін підземних вестибюлів використано рожевий мармур.
Біля північного виходу знаходиться кінцева зупинка великої кількості автобусних маршрутів і великий трамвайний вузол. Це пов'язано з тим, що до відкриття станції «Строгіно» «Щукинська» була фактично єдиною доступною жителям величезного житлового району Строгіно станцією метро, не перебуваючи при цьому у зоні крокової доступності від району.

## Технічні характеристики
Конструкція станції — колонна типрогінна станція мілкого закладення (глибина закладення — 13 м).  
На станції — 80 залізобетонних колон із кроком 4 м.

## Колійний розвиток
Станція без колійного розвитку.

## Оздоблення
Колони оздоблені сіро-жовтим мармуром «газган» і прикрашені алюмінієвими вставками. Підлога викладена темним гранітом і сірим мармуром. Колійні стіни облицьовані листами анодованого алюмінію (така обробка вперше була застосована в московському метро саме на «Щукинській»; аналогічну обробку мають колійні стіни на станції «Владикіно»).
У березні 2002 пасажиропотік по входу становив 91 тис. осіб.

## Пересадки
- На станцію МЦД-2  Щукинська
- Автобуси: 60, 100, 105, 137, 253, 310, 460, 638, 640, 681, 687, 798, 800, П115;
- Трамваї: 10, 15, 21, 28, 30, 31